# 1948 în informatică
- 1947 în informatică — 1948 în informatică — 1949 în informatică

1948 în informatică a însemnat o serie de evenimente noi notabile:

## Evenimente

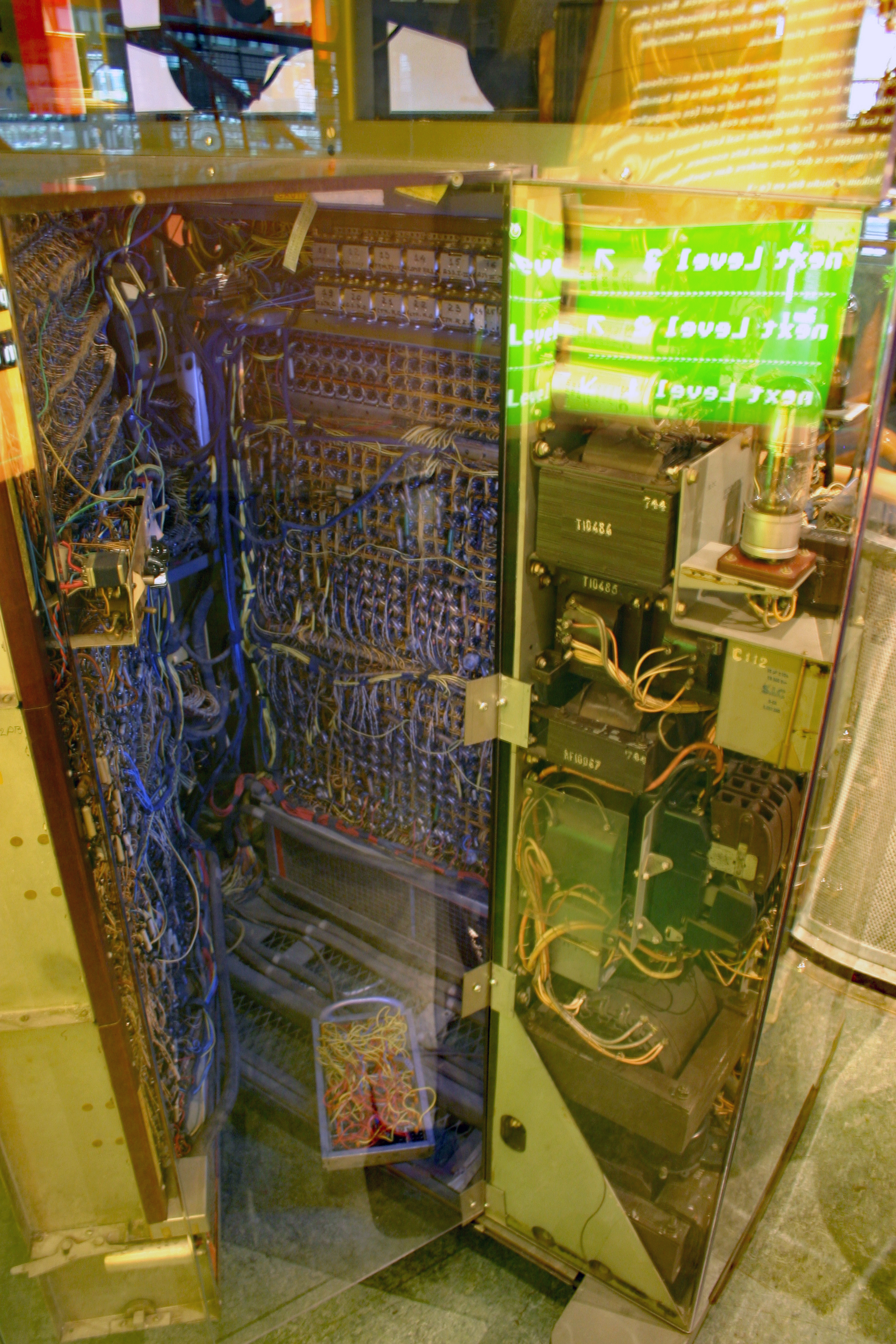
IBM 604

- 27 ianuarie - În Statele Unite, IBM a finalizat SSEC (Selective Sequence Electronic Calculator), primul calculator care poate modifica un program stocat. "Circa 1300 de tuburi vidate au fost folosite pentru a construi unitatea aritmetică și opt registre de foarte mare viteză, în timp ce 23000 de relee au fost utilizate în structura de control și la 150 de registre din memoria mai lentă." Proiectarea calculatorului SSEC a început la sfârșitul anului 1944 și a funcționat din ianuarie 1948 până în 1952.
- Anacom - calculator analogic al Westinghouse Electric Company[1]
- 21 iunie - Lansarea primul computer Manchester Mark I[2]
- Matematicianul britanic Douglas Hartree a afirmat că: "O mașină EDSAC (512 octeți memorie, 1000 de operații pe secundă, lipsă de stocare secundară) va fi suficientă pentru a satisface toate nevoile de calcul din Marea Britanie. "
- 21 iulie: SSEM, Small-Scale Experimental Machine sau 'Baby'
- Claude E. Shannon a publicat în Bell System Technical Journal "O teorie matematică a comunicațiilor" care oferea fundamentele teoretice ale teoriei informației, inclusiv de compresie a datelor.
- Jay Forrester și colegii săi de la MIT încep lucrul la Whirlwind I, un calculator american proiectat a fi folosit de apărarea aerienă în timpul Războiului Rece,[3] pe baza unui concept din 1947. Va fi finalizat în 1951.

- IBM realizează 604, primul calculator care dispune de circuite FRU (un circuit FRU Field replaceable unit poate fi rapid și ușor de îndepărtat de pe un calculator sau de pe un alt echipament electronic și înlocuit de către utilizator sau de către un tehnician fără a fi nevoie să ducă întregul produs sau sistem la un atelier de reparații)

## Nașteri
- 21 martie: Scott Fahlman, informatician american. Este cunoscut pentru munca sa de pionierat în planificare automată, rețele semantice, rețele neuronale (algoritmul Cascade correlation) și la limbajul Common Lisp (în special la CMU Common Lisp). I se atribuie prima utilizare a unei emoticon în 1982.[4][5][6]